# Fedémes
Fedémes è un comune dell'Ungheria di 386 abitanti (dati 2001). È situato nella contea di Heves.